# Horace Wells
Pour les articles homonymes, voir Wells.
Horace Wells (né le 21 janvier 1815 à Hartford et mort le 24 janvier 1848 à New York) est un dentiste américain qui fut un pionnier dans l'utilisation des techniques d'anesthésie en dentisterie. Il utilisa principalement le protoxyde d'azote (aussi appelé gaz hilarant).

## Biographie
Issu d'une famille aux origines puritaine, Horace Wells se destine pendant un temps à entrer dans les Ordres. Mais il opte finalement pour la dentisterie et apprend le métier auprès d'une autre dentiste à Boston. En 1836 il se met à son compte et ouvre un cabinet à Hartford, dans l'État du Connecticut. Il a rapidement du succès et compte notamment dans ses patients le gouverneur et sa famille.
En 1838, il épouse Elizabeth Wales et ils ont un enfant l'année suivante, Charles Thomas.
Accompagné de sa femme, il assiste à Hartford le 10 décembre 1844 à une exhibition du chimiste itinérant et directeur du cirque du Gaz Hilarant, Gardner Quincy Colton (en), qui montre les effets du protoxyde d'azote. C'est durant l'exhibition que Wells découvre les propriétés anesthésiantes du gaz lorsqu'un participant, Samuel A. Cooley, une connaissance de Wells, expérimente le gaz puis fait une chute en descendant l'estrade. Un clou qui dépassait se plante dans son mollet mais il ne semble pas ressentir de douleur. Rapidement Wells voit l'utilité du protoxyde d'azote dans sa profession, qui devrait éviter à ses patients les douleurs intenses occasionnées par certaines interventions. Dès le lendemain, il teste le gaz (préparé par Colton) sur lui-même. Sous l'effet de la substance, un de ses assistants, John M. Riggs extrait une de ses molaires qui était en train de se gâter. Durant l'intervention, Wells ne ressent aucune douleur. Colton initie Wells à la préparation et l'administration du gaz, ce qu'il fait sur plus de quinze de ses patients les mois suivants.
Parallèlement à son travail de dentiste, il poursuit ses recherches et testent d'autres gaz anesthésiants, dont l'éther. Mais le protoxyde d'azote reste selon lui le plus sûr. À la suite de ses succès avec ses patients, il décide de faire une conférence à Boston et prend contact avec son ancien étudiant, qui est aujourd'hui établi dans cette ville, le docteur William Thomas Green Morton. Ensemble, ils préparent la conférence de Wells et vont dans un premier temps voir Charles Thomas Jackson pour avoir son appui, mais ce dernier est sceptique. Les deux praticiens se tournent alors vers le chirurgien John Collins Warren du Massachusetts General Hospital. Bien que ce dernier ait des doutes sur le protoxyde d'azote, il autorise la conférence dans les murs de l'hôpital, en sa présence ainsi que de plusieurs étudiants. La présentation a lieu le 20 janvier 1845 et Wells demande à son auditoire si quelqu'un a besoin de se faire extraire une dent, un élève se présente, il l'examine et l'intervention commence. Mais à la suite d'une mauvaise administration du gaz (dû vraisemblablement à un défaut matériel), l'étudiant se plaint d'avoir mal et les autres étudiants se mettent à le huer en disant que c'est une farce (humbug en anglais). Cette démonstration marque pendant plusieurs années un coup d'arrêt dans l'utilisation du protoxyde d'azote en anesthésie et discrédite Wells aux yeux de la communauté médicale. L'étudiant opéré par Wells avoue toutefois plus tard ne pas avoir eu aussi mal qu'il s'y attendait et que la douleur était à un niveau acceptable.
L'échec de la conférence porte un coup dur à Wells, qui fait une dépression. Il vend alors sa maison ainsi que son cabinet et redirige ses patients vers John M. Riggs, qui est alors à son compte. Durant les deux années suivantes, Wells se reconvertit en vendeur de tableau et voyage en Europe et notamment à Paris. C'est dans cette ville, alors la capitale de la médecine, qu'il décide de défendre son antériorité dans la découverte de l’anesthésie. Mais c'est peine perdue, surtout depuis la promotion des travaux de Charles Jackson et William Morton. Dépité, il retourne à Hartford et vit de conférences dans un domaine qui l'a toujours intéressé, l'ornithologie.
La publication par James Young Simpson le 21 novembre 1847 de ses travaux sur le chloroforme intéresse Wells. En janvier 1848, il déménage à New York, où comme à son habitude il teste sur lui-même la substance. il semblerait qu'il soit devenu dépendant et le matin du 21 janvier en plein délire sous l'effet du chloroforme il agresse deux prostitués en leur jetant de l'acide sulfurique sur les vêtements. Il est alors arrêté et est incarcéré dans la prison Tombs de New York. Là, il reprend ses esprits et est pris de désespoir en réalisant son acte. Le juge, voyant qu'il a devant lui un homme raisonnable et civilisé, l'autorise, accompagné d'un policier, à retourner chez lui prendre quelques affaires personnelles. À l'insu de son garde, il prend un couteau et une bouteille de chloroforme. Sous l'effet du chloroforme, il se suicide le 24 janvier 1848 en se tranchant l'artère fémorale. Il laisse la lettre suivante pour expliquer son geste :
« Je reprends la plume pour finir ce que j'ai à dire. Grand Dieu ! comment en suis-je arrivé là ? Tout cela ne serait qu'un songe ? Avant minuit, j'aurai payé ma dette à la nature, et il le faut ; car, quand je sortirais libre demain ; je ne pourrais vivre en m'entendant appeler un malhonnête homme. Et Dieu sait que je ne le suis pas. Ah ! ma chère mère, mon frère, ma sœur que vous dirais-je ? Mon désespoir ne me permet que de vous dire adieu. Je vais mourir ce soir avec la conviction que Dieu qui connaît tous les cœurs, me pardonnera cet acte terrible. Je vais passer en prière ce qui me reste de temps à vivre. Quel malheur pour ma famille ! et ce qui me cause le plus d'angoisses, c'est de voir mon nom se rattacher à une découverte scientifique qui l'a rendu familier à tout le monde savant. Et maintenant que je puis encore tenir ma plume, il faut que je leur dise adieu à tous ! Oh ! mon Dieu pardonnez-moi ! Oh ! ma chère femme et mon enfant, que je laisse sans moyen d'existence, je voudrais vivre et travailler pour vous ; mais je ne le puis, je deviendrais fou ! Je me suis procuré l'instrument de ma destruction lorsque la personne chargée de me garder m'a permis hier de monter dans ma chambre. »
Il est enterré au cimetière de Cedar Hill à Hartford.

## Hommages

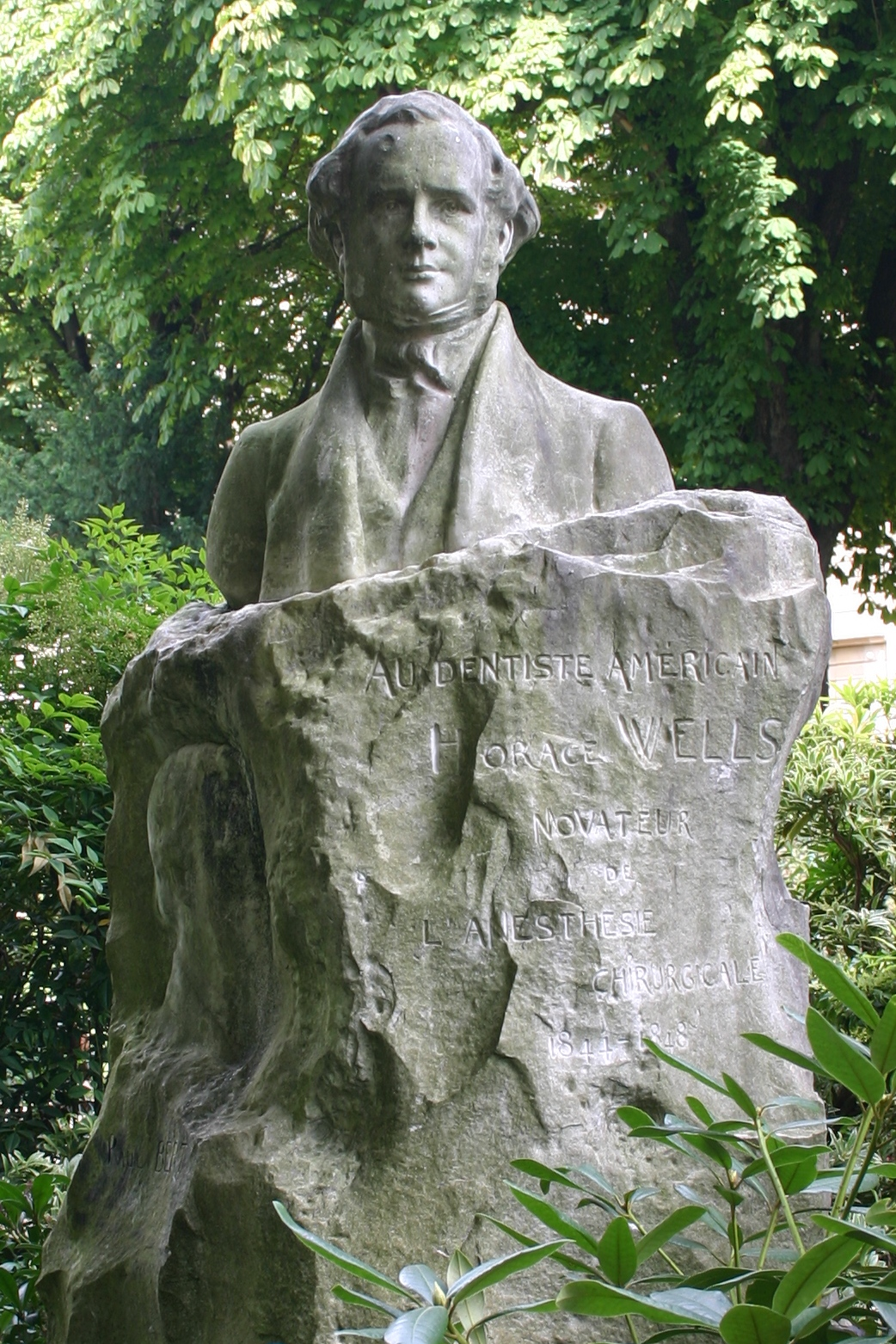
Statue de Horace Wells par René Bertrand-Boutée, square Thomas-Jefferson (16e arrondissement de Paris).

Plusieurs associations dentaires américaines se réunissent et commandent en 1874 une statue en bronze à Truman Howe Bartlett. Cette dernière est érigée à Hartford même, dans le plus ancien parc public des États-Unis, le Bushnell Park.
Lors de sa dixième session, la Fédération dentaire internationale inaugure le 27 mars 1910, place des États-Unis, square Thomas-Jefferson à Paris, une statue en l'hommage d'Horace Wells, œuvre de René Bertrand-Boutée. Sur la face droite, l'artiste a sculpté le visage du physiologiste Paul Bert.